# 1894 en arts plastiques
| Années des arts plastiques : 1891 - 1892 - 1893 - 1894 - 1895 - 1896 - 1897    |
| Décennies des arts plastiques : 1860 - 1870 - 1880 - 1890 - 1900 - 1910 - 1920 |

Cette page concerne l'année 1894 en arts plastiques.

## Événements
- 17 février : Premier salon de La Libre Esthétique, mouvement artistique belge succédant au Groupe des XX, dissous cette même année.

## Œuvres

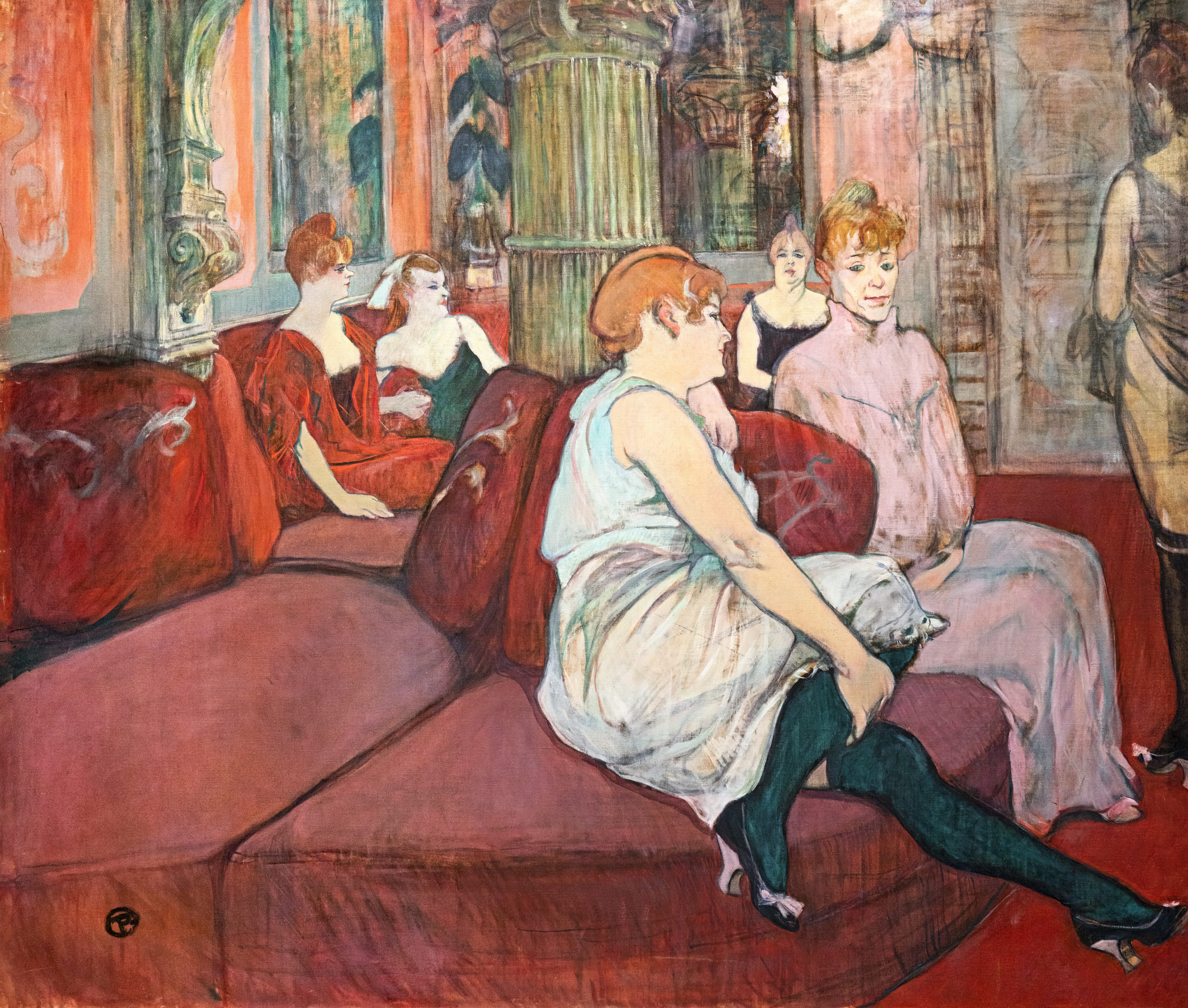
Au salon de la rue des Moulins, tableau de Toulouse-Lautrec.

- Anne et Jehanne de Laura Leroux-Revault
- La Toison d'or de Tom Roberts
- Le Chevalier aux fleurs de Georges-Antoine Rochegrosse
- Fille en kimono blanc de George Hendrik Breitner
- L'Arrivée des Hongrois d'Árpád Feszty
- La Morphine de Santiago Rusiñol
- The Thankful Poor de Henry Ossawa Tanner

## Naissances
- 2 janvier : Lucien Roudier, peintre et illustrateur français († 16 mars 1940),
- 6 janvier : Eso Peluzzi, peintre pointilliste italien († 17 mai 1985),
- 9 janvier : Henryk Stazewski, peintre,  illustrateur, designer et décorateur de théâtre polonais († 10 juin 1988),
- 10 janvier : Yoshio Aoyama, peintre japonais († 9 octobre 1996),
- 11 janvier : Armand Nakache, peintre, graveur et illustrateur français († 30 juin 1976),
- 17 janvier :
  - István Szőnyi, peintre et graveur hongrois († 30 août 1960),
  - Tamiji Kitagawa, peintre japonais († 26 avril 1989),
- 24 janvier : Paul Maïk, peintre français d'origine polonaise († 15 septembre 1985),
- 25 janvier : Janko Alexy, Janko Alexy, peintre et écrivain austro-hongrois puis tchécoslovaque († 22 septembre 1970),
- 1er février : Giuseppe Pognante, peintre italien († 1985),
- 13 février : Robert Högfeldt, peintre, dessinateur et caricaturiste suédois († 5 juin 1986),
- 14 février : Luigi Zago, peintre paysagiste italien († 10 juillet 1952),
- 15 mars : Vilmos Aba-Novák, peintre hongrois († 29 septembre 1941),
- 22 mars : Osvaldo Licini, peintre italien († 11 octobre 1958),
- 26 mars : Robert Le Noir, peintre, dessinateur de presse et illustrateur français († 21 décembre 1973),
- 10 avril : Ben Nicholson, peintre britannique († 6 février 1982),
- 11 avril : Pierre Boucherle, peintre orientaliste et paysagiste franco-tunisien († 22 novembre 1988),
- 12 avril : Xavier de Poret, peintre animalier, portraitiste et illustrateur français († 18 février 1975),
- 13 avril : Albert Brabo, peintre français († 20 août 1964),
- 20 avril : Enrico Prampolini, peintre, sculpteur et designer italien († 17 juin 1956),
- 27 avril : Marcel Gimond, sculpteur français († 13 octobre 1961),
- 29 avril : Paul Doll, peintre, illustrateur et décorateur français († 19 avril 1969),
- 1er mai : William Clochard, peintre français († 13 octobre 1990),
- 25 mai : Georges Degorce, peintre et graveur au burin français d'origine belge († 11 décembre 1943),
- 5 juin : Emmanuel Mané-Katz, peintre français de culture juive († 8 septembre 1962),
- 8 juin : Marcel Montreuil, peintre français († 2 décembre 1976),
- 10 juin : Jacques Denier, peintre français († 1983),
- 18 juin : Eugène Corneau, peintre et graveur français († 12 octobre 1976),
- 24 juin : Raoul Servant, peintre français († 25 septembre 1915),
- 3 juillet :
  - Élisabeth Bardon, peintre, graveuse et illustratrice française († 23 mars 1984),
  - Tony Georges Roux, peintre français († 17 septembre 1928),
- 7 juillet : Benjamín Palencia, peintre espagnol († 16 janvier 1980),
- 10 juillet : Dorette Muller, peintre et affichiste française († 19 mai 1975),
- 19 juillet : Maurice Martin, peintre paysagiste français († 1er juillet 1978),
- 20 juillet : Claire-Lise Monnier, peintre suisse († 1er avril 1978),
- 22 juillet : Georges Fréset, peintre naturaliste, paysagiste, graveur et illustrateur français († 25 juillet 1975),
- 31 juillet : Otto Kuhler, designer industriel, graveur et peintre américain († 5 août 1977),
- 2 août :
  - Hendrikus Chabot, peintre et sculpteur néerlandais († 2 mai 1949),
  - Gyoshū Hayami, peintre japonais du style nihonga († 20 mars 1935),
- 5 août : Joseph Lacasse, peintre et sculpteur belge († 26 octobre 1975),
- 21 août : Alexandre Nikolaïevitch Samokhvalov, peintre avant-gardiste russe puis soviétique († 20 août 1971),
- 22 août : Jan Domela, peintre et illustrateur hollandais naturalisé américain († 1er août 1973),
- 3 septembre : André Hébuterne, peintre français († 30 juin 1992),
- 13 septembre : France Audoul, peintre et résistante française († 1977),
- 30 septembre : François Desnoyer, peintre français († 21 juillet 1972),
- 6 octobre : René Aubert, peintre, lithographe et illustrateur français († 4 juin 1977),
- 11 octobre :  Albert Jakob Welti, écrivain et peintre suisse († 5 décembre 1965),
- 16 octobre : Raymonde Heudebert, peintre et illustratrice française († 27 novembre 1991),
- 17 octobre : Maurice Savin, peintre, graveur, céramiste et médailleur français († 17 mars 1973),
- 20 octobre : Henryk Berlewi, peintre et dessinateur polonais († 2 août 1967),
- 27 octobre : Anna Ticho, peintre israélienne († 1er mars 1980),
- 5 novembre : Varvara Stepanova, peintre, dessinatrice, designer, poète, typographe et décoratrice de théâtre russe († 20 mai 1958),
- 9 novembre : Lucien Genin, peintre français († 26 août 1953),
- 13 novembre :
  - Józef Klukowski, peintre et sculpteur polonais († 29 avril 1944),
  - Jacques Schultz-Dal, peintre et graveur français († 28 septembre 1964),
- 16 novembre : Nutzi Acontz, peintre roumaine († 19 décembre 1957),
- 18 novembre : Werner vom Scheidt, peintre et graveur allemand († 3 mai 1984),
- 19 novembre : Jean Hugo, peintre, décorateur de théâtre, illustrateur de mode et écrivain français († 22 juin 1984),
- 22 novembre : Camille Liausu, peintre français † 26 octobre 1975),
- 29 novembre : Jean Helleu, peintre, aquarelliste et designer français († 29 septembre 1985),
- 6 décembre : Henri Catargi, peintre roumain († 19 juillet 1976),
- 10 décembre : Charles de Stuers, peintre néerlandais († 3 janvier 1981),
- 12 décembre : Joseph Kutter, peintre luxembourgeois († 2 janvier 1941),
- 20 décembre : Alice Halicka, peintre franco-polonaise († 1er janvier 1975),
- 24 décembre : Francisco Díaz de León, peintre et graveur mexicain († 29 décembre 1975),
- ? :
  - Aline Aurouet, dessinatrice, peintre, illustratrice et portraitiste française († 1990),
  - Marie-Marguerite Bricka, peintre de paysages française († 1948),
  - Pierre Chartier, peintre français († 1980),
  - Jeanne Christen, peintre et dessinatrice française († 1973),
  - Boris Pastoukhoff, peintre d'origine russe († 1974),
  - Eileen Reid, peintre et musicienne irlandaise († 8 avril 1981),
  - Guido Tallone, peintre italien († 1967),
  - Carlo Zocchi, peintre italien († 1965),
  - Yoshikawa Kanpō, peintre japonais († 16 avril 1979).

## Décès
- 20 janvier : Maurice-Théodore Mitrecey, peintre français (° 2 janvier 1869),
- 29 janvier : Amand Gautier, peintre et lithographe français (° 19 juin 1825),

- 21 février : Gustave Caillebotte, peintre et collectionneur français (° 19 août 1848),

- 17 mars : Jean-Baptiste Danguin, graveur français (° 3 mai 1823),
- 18 mars :
  - Karl von Blaas, peintre de genre et d'histoire autrichien (° 28 avril 1815),
  - Antoine Louis Roussin, peintre et lithographe français (° 3 mars 1819),
- 24 mars : Illarion Prianichnikov, peintre russe (° 1er avril 1840),
- 28 mars : Jean Henri Chouppe, peintre, aquarelliste et lithographe français (° 6 janvier 1817),

- 2 avril : Achille Vianelli, peintre italien (° 31 décembre 1803),
- 13 avril : Nikolaï Gay, peintre russe (° 11 mars 1831),
- 26 avril : Charles Laval, peintre français (° 17 mars 1861),
- 27 avril : Ernest Slingeneyer, peintre belge (° 29 mai 1820),

- 4 mai : Émile Renouf, peintre français (° 23 juin 1845),
- 7 mai : Charles Jacque, peintre animalier, graveur français de l'École de Barbizon (° 23 mai 1813),
- 14 mai : Philippe Parrot, peintre français (° 13 mai 1831),

- 4 juin : Léopold Loustau, peintre français (° 26 mai 1815),
- 11 juin : Federico de Madrazo, peintre espagnol (° 12 février 1815),
- 12 juin : Louis Bonet,  peintre belge (° 17 mars 1822),
- 18 juin : Hermann Baisch, peintre et aquafortiste allemand (° 12 juillet 1846),

- 6 juillet :
  - Charles-Gustave Housez, peintre français (° 19 décembre 1822),
  - Takahashi Yuichi, peintre japonais (° 20 mars 1828),
- 13 juillet :  Jules-Émile Saintin, peintre français (° 14 août 1829),
- 31 juillet : Charles-Félix Biscarra, peintre et critique d'art italien (° 26 mars 1823),

- 1er août : Hugo Salmson, peintre suédois (° 7 juillet 1843),
- 3 août : George Inness, peintre américain (° 1er mai 1825),
- 5 août : Giovanni Muzzioli, peintre italien (° 10 février 1854),
- 20 août : Alfred Krauße, peintre et graveur allemand (° 12 février 1829),
- 30 août : Chalumeau (Jean Louis Raymond Pelez de Cordova d'Aguilar), peintre et dessinateur français (° 29 juin 1838),

- 6 septembre : Louis-Victor Gesta, peintre-verrier français (° 26 septembre 1828),

- 9 octobre : Norbert Gœneutte, peintre, graveur et illustrateur français (° 23 juillet 1854),
- 30 octobre : Alexeï Korzoukhine, peintre russe (° 23 mars 1835),

- 2 novembre : Eugène Castelnau, peintre français (° 29 décembre 1827),
- 30 novembre : Giuseppe Grandi, sculpteur italien (° 17 octobre 1843),

- 9 décembre : Bernardo Rico y Ortega, graveur espagnol (° 1825),
- 11 décembre : Jean Gigoux, peintre d'histoire, dessinateur, lithographe, illustrateur et collectionneur français (° 8 janvier 1806),
- 19 décembre : Jean-Baptiste Degreef, peintre belge (° 1852),
- 22 décembre : Édouard Fiers, sculpteur belge (° 22 août 1822),
- ? :
  - Adèle Kindt, peintre belge (° 16 décembre 1804).